# Селис, Гильермо
Гильермо Леон Селис Монтьель (исп. Guillermo León Celis Montiel; 8 мая 1993, Синселехо, Колумбия) — колумбийский футболист, полузащитник клуба «Депортес Толима». Выступал за сборную Колумбии.

## Клубная карьера
Селис начал профессиональную карьеру в клубе «Барранкилья». 22 октября 2011 года в матче против «Кортулуа» он дебютировал в колумбийской Примере B. В начале 2012 года Гильермо перешёл в «Атлетико Хуниор». 11 марта в матче против «Патриотас» он дебютировал за команду в Кубке Мустанга. В 2013 году он вернулся на правах аренды в «Барранкилью». После её окончания Селис вернулся в «Атлетико Хуниор». 10 ноября в поединке против «Индепендьенте Медельин» Гильермо забил свой первый гол за клуб. В 2015 году он помог «Атлетико Хуниор» завоевать Кубок Колумбии.
2 июля 2016 года Селис заключил пятилетний контракт с португальской «Бенфикой». Его трансфер обошёлся лиссабонскому клубу в 2,2 млн евро, сумма выкупа контракта установлена в размере 30 млн евро. 27 августа в матче против «Насьонала» он дебютировал в Сангриш лиге, заменив во втором тайме Андре Орта. 13 сентября в поединке против турецкого «Бешикташа» Селис дебютировал в Лиге чемпионов.

## Международная карьера
24 марта 2016 года в отборочном матче чемпионата мира 2018 против сборной Боливии Селис дебютировал за сборную Колумбии.
Летом 2016 года Гильермо принял участие в Кубке Америки в США. На турнире он сыграл в матчах против команд Парагвая, Коста-Рики и дважды США.

## Статистика

### Сборная
| Команда  | Год   | Игры | Голы |
| -------- | ----- | ---- | ---- |
| Колумбия |       |      |      |
| 2016     | 6     | 0    |      |
| Всего    | Всего | 6    | 0    |

## Достижения
Командные
 «Атлетико Хуниор»
- Обладатель Кубка Колумбии — 2015

Международные
 Колумбия
- Кубок Америки — 2016